# Talsperre Wendefurth
Die Talsperre Wendefurth im Harz ist eine zwischen 1957 und 1964 errichtete, aus Talsperre, Wasserkraftwerk und Stausee bestehende Stauanlage bei Wendefurth im Landkreis Harz in Sachsen-Anhalt, die der Hauptsperre Rappbode-Talsperre nachgeschaltet ist.
Ihre 43,5 m hohe Staumauer staut besonders die Bode und deren Zufluss Rappbode zum etwa 78 ha großen Stausee Wendefurth auf. Mit weiteren Stauanlagen, wie der Rappbode-Talsperre, dient die Talsperre im Rappbode-Talsperrensystem dem Hochwasserschutz im Ostharz, wobei sie die unterhalb ihrer Staumauer gelegenen Ortschaften schützt. Außerdem dient sie als Unterbecken für das Pumpspeicherwerk Wendefurth.
Das Baden, Tauchen und Befahren mit privaten Wasserfahrzeugen und Schwimmhilfen ist auf allen Talsperren des Systems verboten.

## Geographische Lage
Die Talsperre Wendefurth liegt im Unterharz im Naturpark Harz/Sachsen-Anhalt. An der Bode befindet sie sich zwischen den jeweils etwas entfernten Orten Elbingerode im Westnordwesten, Blankenburg im Nordnordosten, Thale im Ostnordosten und Hasselfelde im Südwesten.

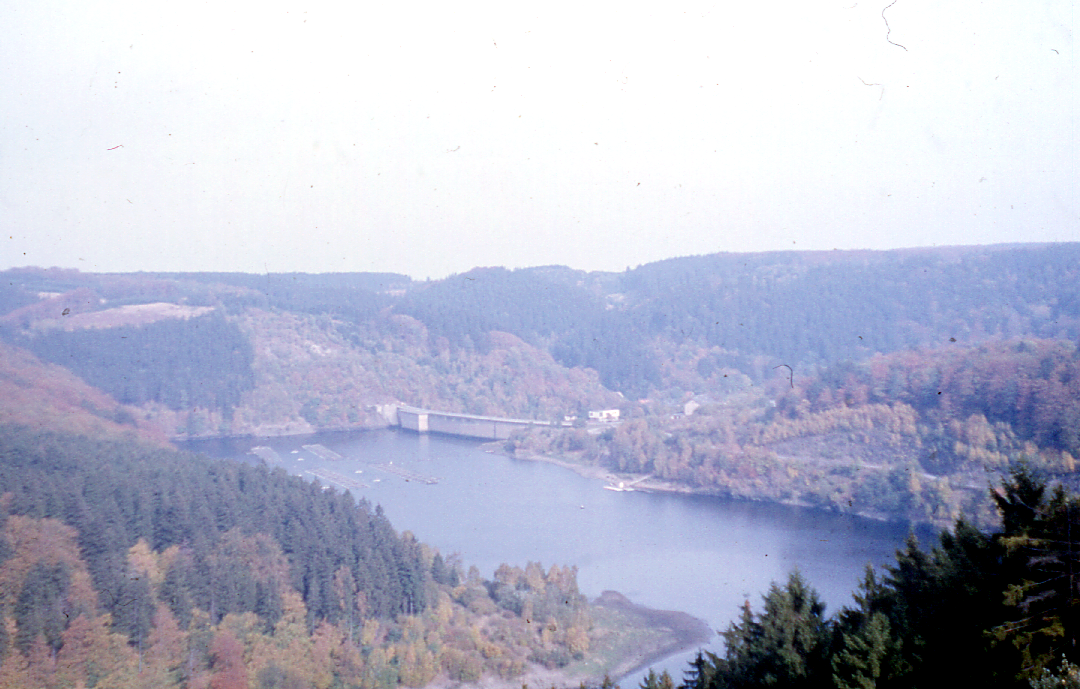
Blick von angrenzender Staumauer der Rappbode-Talsperre auf den Ostteil des Stausees Wendefurth mit dessen in der Bildmitte befindlichen Staumauer

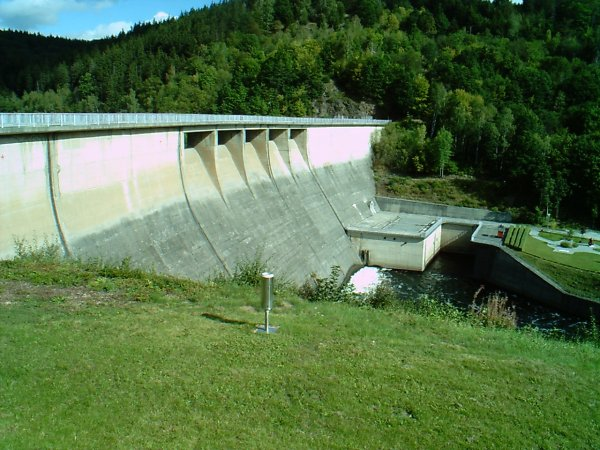
Staumauer der Talsperre Wendefurth

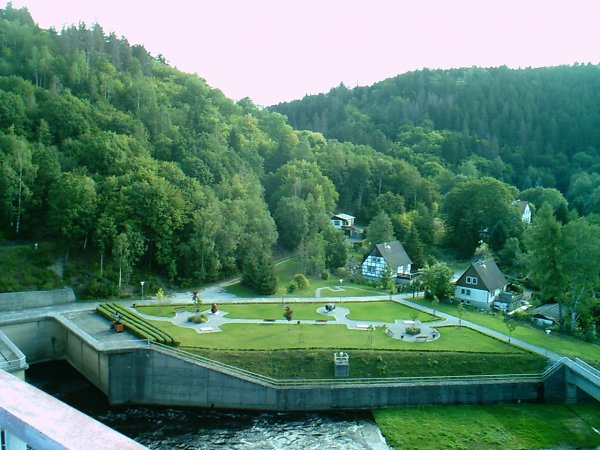
Maschinenpark für Besucher zur Veranschaulichung von Funktionen

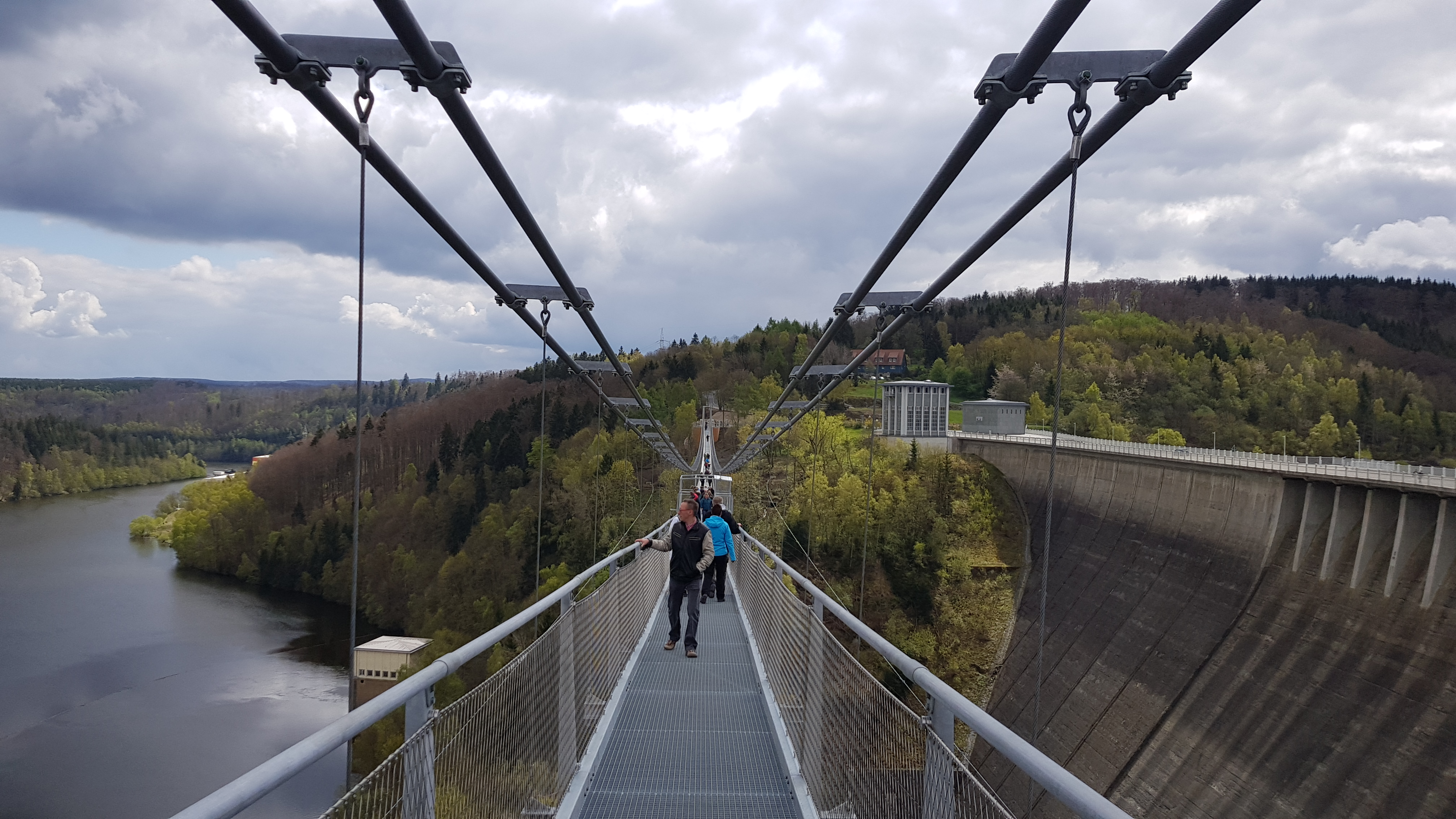
Hängebrücke

## Staumauer

### Lage
Das Absperrbauwerk der Talsperre steht als Gewichtsstaumauer direkt westlich des Thaler Ortsteils Wendefurth. Auf der Mauerkrone verläuft ein in Wendefurth beginnender Fahrweg, der auch von Besuchern betreten werden darf.

### Geschichte
Die Bauarbeiten an der Talsperre Wendefurth dauerten von 1957 bis 1967. Sie begannen im April 1957 und wurden im November 1957 unterbrochen, weil zuerst die Talsperre Pöhl (1958–1964; bei Pöhl, Vogtlandkreis, Sachsen) und dann die Rappbode-Talsperre (besonders 1952–1959) fertiggestellt werden mussten. Die Arbeiten wurden im Oktober 1959 fortgesetzt und im Dezember 1964 abgeschlossen. Der Einstau begann aber erst 1967, da noch andauernde Arbeiten am an die Talsperre angeschlossenen Pumpspeicherwerk Wendefurth keinen früheren Einstau zuließen.

### Daten
Die gekrümmte Gewichtsstaumauer, die durch ihr Eigengewicht die Bode aufstaut, ist etwa 230 m lang und an ihrer Krone 3 m und an der Basis rund 30 m breit. Über der Talsohle ist sie 33,8 m und über der Gründungssohle 43,5 m hoch. Die Mauerkrone liegt auf 355,8 m ü. NN. Das Bauwerksvolumen enthält zirka 115.000 m³ Beton. Die Mauer besteht aus 16 Segmenten, die zur Wasserseite hin durch in den Beton eingelegte Kupferbleche abgedichtet sind. Zusätzlich sind die Fugen mit Teer und Hanf verschlossen. Zur Hochwasserentlastung ist die Mauer mit einem freien Kronenüberlauf versehen, der 55,2 m lang ist. Am Grund sind 2 Grundablässe eingebaut, deren Ringkolbenschieber mit 4,2 m Durchmesser bis zu 75 m³ Wasser pro Sekunde abgeben können.
Das anliegende Gestein besteht aus nicht besonders wasserdichtem Mangan-Schiefer. Damit nicht von unten anliegender Sohlenwasserdruck die Mauer anhebt, wird die Sohle durch über 40 Glocken mit Steigleitungen entlastet. Der sich aufbauende Wasserdruck wird in Abständen nachgemessen. Anhand eines toten Stollens wird das Langzeitverhalten des Berggesteins untersucht. Zudem ist die Mauer von zwei Kontrollgängen zu Revisionszwecken durchzogen.

## Wasserkraftwerk
Zwischen 2007 und 2009 wurde in die Staumauer der Talsperre Wendefurth eine Kaplan-Turbine (doppelt regulierte Spiralturbine) eingebaut, die seitdem im Rahmen eines kleinen Wasserkraftwerks mit einer installierten Leistung von 733 kW Strom erzeugt. Hinzu kommt noch die Strommenge, die im angegliederten Pumpspeicherwerks Wendefurth gespeichert werden kann.

## Stausee

### Lage
Der Stausee Wendefurth liegt beim Dorf Wendefurth größtenteils im Gebiet der Stadt Thale; nur sein an die Luftseite der Staumauer der Rappbode-Talsperre befindlicher Teil und sein Westausläufer in Richtung des Einflusses der Bode gehört zur Stadt Oberharz am Brocken. Er befindet sich zwischen der nahen Bundesstraße 81 (Wendefurth–Hasselfelde) im Südosten und der etwas entfernten Bundesstraße 27 (Blankenburg–Elbingerode) im Nordwesten, wobei die Landesstraße 96 (etwa Wendefurth–Rübeland) im Südwesten und die L 94 (Almsfeld–Hüttenrode) im Nordosten zwischen beiden Bundesstraßen verlaufen. Das gestaute Fließgewässer ist die Bode, ein Zufluss der Saale im Einzugsgebiet der Elbe; zudem münden die Rappbode, die zuvor den Rappbodestausee durchfließt, und ein paar kleine Bäche in den Stausee. Flussabwärts entlang des nun mit Wasser angestauten Bodetals liegen linksseits des von Wald gesäumten Stausees der Schieferberg (456,2 m), der etwas entfernte Kuhberg (469,2 m) und der Wendefurther Berg (446,1 m) und rechtsseits der Nickelsberg (488,2 m), der Kohlenberg (ca. 495 m) und der Kirchhofsberg (452,3 m).

### Daten
Der Stausee ist etwa 78 ha (0,78 km²) groß. Er erstreckt sich etwa in West-Ost-Richtung auf rund 3,5 km Länge und ist nahe der Staumauer etwa 200 m breit. Er hat rund 7,2 Mio. m³ Speicherraum und 9,22 Mio. m³ Gesamtstauraum. Sein Stauziel liegt auf 351,9 m ü. NN. Das Einzugsgebiet ist 309,20 km² groß. Der Hochwasserschutzraum beträgt in der kalten Jahreszeit 5,67 Mio. m³. Der mittlere Zufluss liegt bei 5,02 m³/s und das Bemessungshochwasser bei 191,7 m³/s.

## Tourismus
Der Betreiber, der Talsperrenbetrieb Sachsen-Anhalt, stellt die Staumauer Wendefurth auch für die Begehung durch Besucher zur Verfügung. In einem anschließenden Maschinenpark können Besucher ausgediente Baugruppen besichtigen.
Ein im Wald nahe der Staumauer oberhalb des Stausees befindlicher Aussichtspunkt (ca. 370 m; ⊙) ist als Nr. 62 mit Namen Talsperre Wendefurth (Bergseite) in das System der Stempelstellen der Harzer Wandernadel einbezogen.
Außerdem stehen die Doppelseilrutsche Megazipline und die Fußgängerhängebrücke TitanRT zur Verfügung; beide überspannen den an die Luftseite der Staumauer der Rappbode-Talsperre stoßenden Teil des Stausees der Talsperre Wendefurth. Die Rutsche ist etwa 1000 m lang und das frei hängende Teilstück der insgesamt 483 m langen Brücke 458,5 m.